# Eremobium longisiliquum
Eremobium longisiliquum là một loài thực vật có hoa trong họ Cải. Loài này được (Coss.) Boiss. mô tả khoa học đầu tiên năm 1888.